# 国鉄タキ4750形貨車
国鉄タキ4750形貨車（こくてつタキ4750がたかしゃ）は、かつて日本国有鉄道（国鉄）及び1987年（昭和62年）4月の国鉄分割民営化後は日本貨物鉄道（JR貨物）に在籍した私有貨車（タンク車）である。

## 概要
タキ4750形は希硫酸及びリン酸専用の35t積タンク車として1966年（昭和41年）2月17日から1968年（昭和43年）8月14日にかけて3ロット6両（コタキ4750 - コタキ4755）が富士重工業、日立製作所の2社にて製作された。
記号番号表記は特殊標記符号「コ」（全長 12 m 以下）を前置し「コタキ」と標記する。
本形式の他に希硫酸（及びリン酸）を専用種別とする形式は、タ1370形（3両）、タ1400形（3両）、タ1900形（4両）、タム3500形（6両）、タラ300形（13両）、タサ400形（14両）、タサ2100形（1両）、タキ1450形（1両）、タキ1700形（31両）、タキ4700形（3両）、タキ7600形（2両）、タキ19700形（6両）の12形式がある。
落成当時の所有者は、北海道日産化学、日産化学工業の2社でありそれぞれの常備駅は函館本線の五稜郭駅、高山本線の速星駅であった。その後1975年（昭和50年）10月11日に日産化学工業所有車2両（コタキ4752・コタキ4754）がセントラル硝子へ名義変更され常備駅は宇部線の宇部岬駅へ移動した。
1979年（昭和54年）10月より化成品分類番号「侵81」（侵食性の物質、腐食性物質、危険性度合2（中））が標記された。
ドーム付き直円筒型のタンク体は、普通鋼（一般構造用圧延鋼材）製で内面には腐食防止のための厚さ6mmのゴムライニングを施して使用された。荷役方式はタンク上部にある積込口からの上入れ、加圧空気を使用した液出管、空気管による上出し式である。
塗色は、黒であり、全長は10,300mm、全幅は2,380mm、全高は3,785mm、台車中心間距離は6,200mm、実容積は23.4m3、自重は16.0t、換算両数は積車5.0、空車1.6、最高運転速度は75km/h、台車は12t車軸を使用したベッテンドルフ式のTR41Cである。
1987年（昭和62年）4月の国鉄分割民営化時には2両（コタキ4751・コタキ4753）の車籍がJR貨物に継承され、1995年（平成7年）度末時点で1両（コタキ4751）が現存していたが、1997年（平成9年）3月に最後まで在籍した1両（コタキ4751）が廃車となり同時に形式消滅となった。

## 年度別製造数
各年度による製造会社と両数、所有者は次のとおりである。（所有者は落成時の社名）
- 昭和40年度 - 1両
  - 富士重工業 1両 北海道日産化学（コタキ4750）
- 昭和43年度 - 5両
  - 日立製作所 2両 日産化学工業（コタキ4751・コタキ4752）
  - 日立製作所 2両 日産化学工業（コタキ4753・コタキ4754）
  - 富士重工業 1両 北海道日産化学（コタキ4755）